# Charles DuBois-Melly
Charles Jacques DuBois-Melly (Genève, 5 mei 1821 - Plainpalais, 1 juli 1905) was een Zwitsers kunstschilder en schrijver.

## Biografie

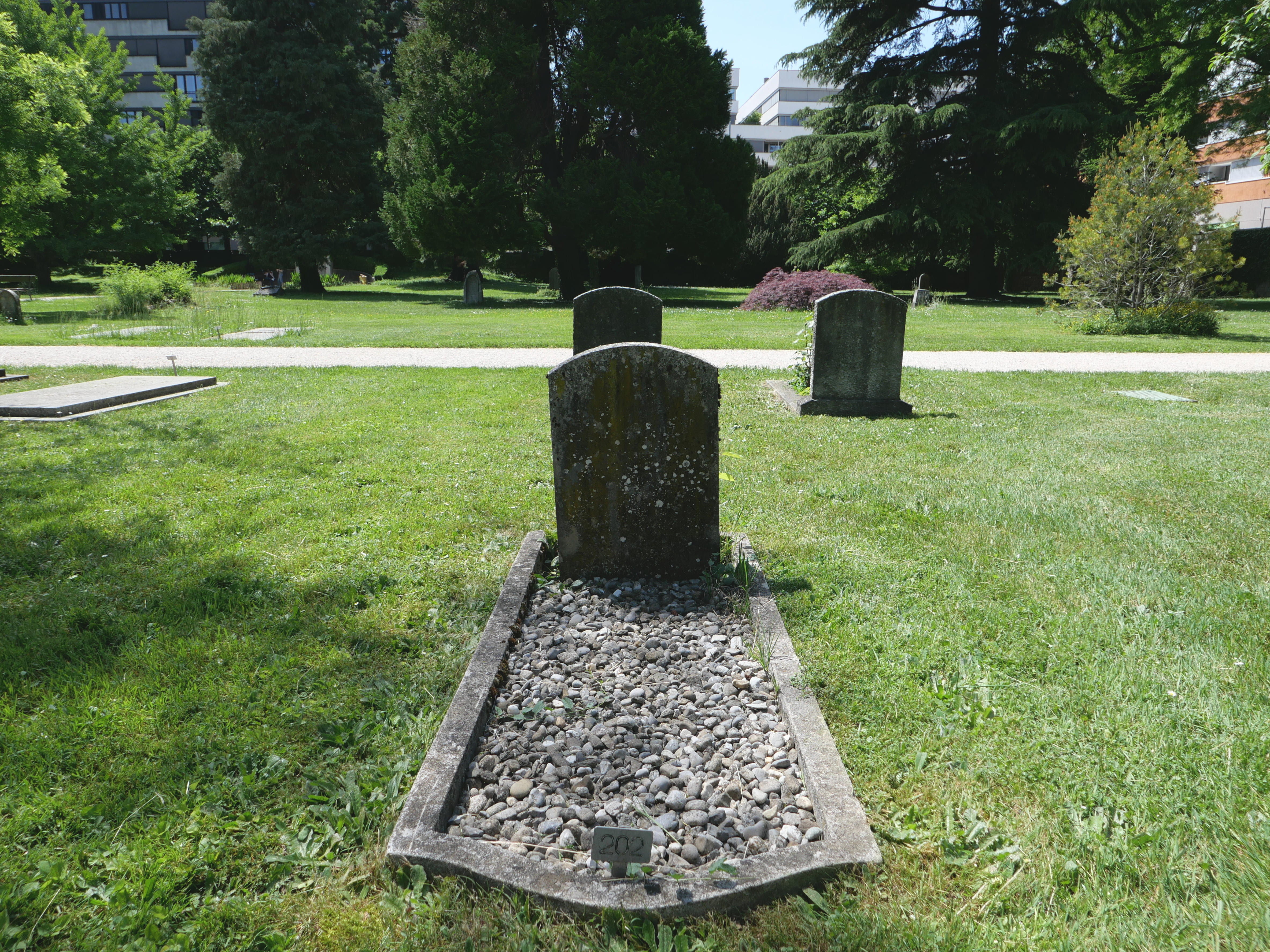
Graf van Charles DuBois-Melly op het Cimetière des Rois in Genève.

Charles DuBois-Melly was een zoon van Jean DuBois, die etser was, en van Louise Antoinette Saubert. Hij was gehuwd met Charlotte Marie Melly. Hij leerde schilderen in het atelier van zijn vader, en vervolgens bij Alexandre Calame. Van 1850 tot 1851 verbleef hij in Rome. Vanaf 1851 legde hij zich toe op geschiedkunde. Hij schreef historische werken over de geschiedenis van het kanton Genève en was tevens auteur van geschiedkundige romans.
- Bibliothèque nationale de France: cb123307982 (data)
- Gemeinsame Normdatei: 101890885
- Historisch woordenboek van Zwitserland: 045099
- International Standard Name Identifier: 0000 0001 1875 2970
- Nederlandse Thesaurus van Auteursnamen: 142078611
- SIKART: 4030605
- Système universitaire de documentation: 075494450
- Virtual International Authority File: 41911187